# A Shot at Love with Tila Tequila
A Shot at Love with Tila Tequila è un programma televisivo statunitense di genere reality show, prodotto da MTV ed in onda dal 2007. La seconda ed ultima stagione è andata in onda dal 22 aprile 2008 all'8 luglio dello stesso anno.
La principale caratteristica del programma, basato sul precedente Double Shot of Love, è l'impostazione bisessuale dello stesso: esso è incentrato sulla ricerca dell'amore da parte della modella e cantante Tila Tequila, fra 32 pretendenti, di cui sedici uomini eterosessuali e sedici lesbiche.
I concorrenti affrontano delle prove (alcune molto piacevoli, come ad esempio una vacanza a Cancún), per capire chi è la persona più affine a Tila. In ogni puntata i concorrenti che vincono le prove hanno modo di trascorrere del tempo con Tila per farsi conoscere meglio. Ogni puntata Tila consegna una chiave ai pretendenti che possono continuare la loro avventura, ed elimina due concorrenti, reputati meno compatibili, ai quali questa chiave non viene consegnata.
Alla prima edizione ha partecipato anche un concorrente italiano di nome Domenico Nesci, il quale, dopo essere stato eliminato da Tila Tequila, ha iniziato un reality show proprio, That's Amore.
In Italia sia la prima che la seconda stagione sono state messe in onda su Comedy Central sulla piattaforma Sky.